# Valgini
Valgini (Mulsant, 1842) è il nome di una tribù di coleotteri appartenenti alla famiglia degli Scarabeidi (sottofamiglia Cetoniinae).

## Descrizione

### Adulto

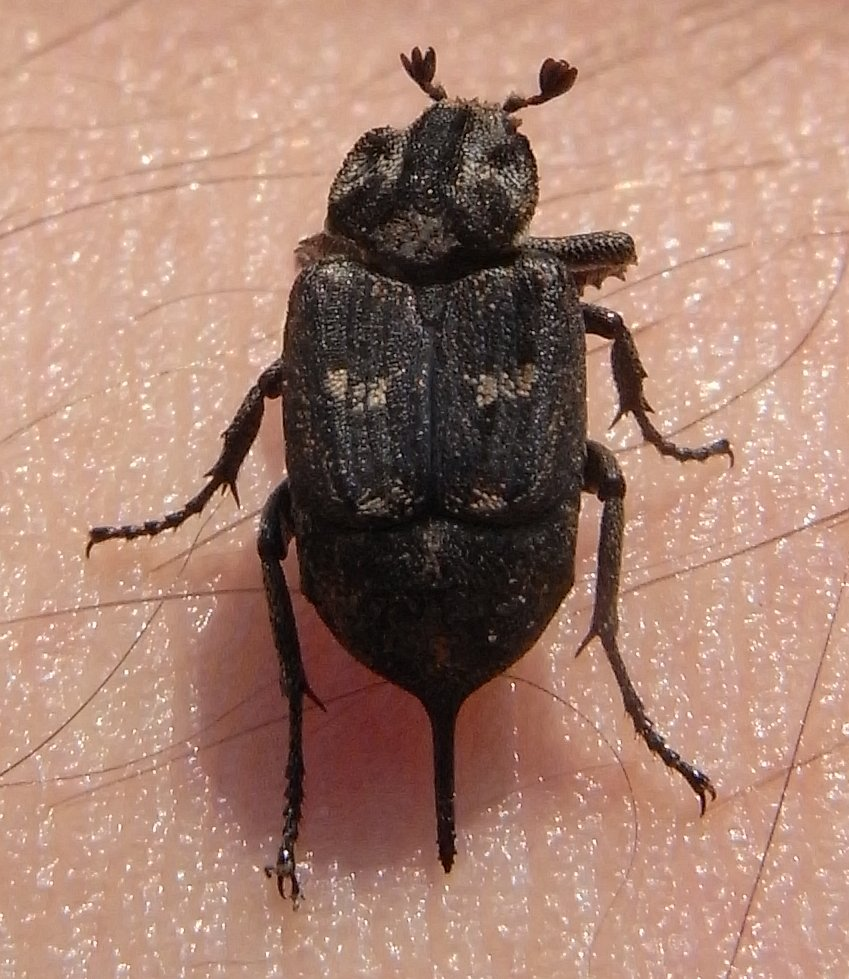
Femmina di Valgus hemipterus, notare l'ovopositore.

Gli individui appartenenti a questa tribù sono generalmente di piccole dimensioni, comprese tra i 2 e i 10 mm. Rispetto alle altre specie di cetoniinae si nota come le elitre siano relativamente corte, rispetto al corpo dell'insetto, non ricoprendone totalmente il dorso. Le femmine presentano un vistoso ovopositore che permette di distinguerle dai maschi.

### Larva
Le larve hanno l'aspetto di vermi bianchi dalla forma a "C". Presentano il capo sclerificato e le tre paia di zampe atrofizzate.

## Biologia
Gli adulti compaiono in periodi differenti a seconda della specie esaminata e sono tendenzialmente di abitudini diurne. La maggioranza delle specie si nutre dei fiori rodendone i petali, tuttavia sono stati segnalate anche specie termitofile. Le larve si sviluppano nel terreno, nutrendosi di legno morto o di materia organica in decomposizione.

## Tassonomia
Questa tribù è suddivisa in 2 sottotribù: Valgina e Microvalgina.